# New York Knicks 2002-2003
La stagione 2002-03 dei New York Knicks fu la 54ª nella NBA per la franchigia.
I New York Knicks arrivarono quinti nella Atlantic Division della Eastern Conference con un record di 37-45, non qualificandosi per i play-off.

## Regular season
| Squadra            | V  | P  | %    | GB |
| ------------------ | -- | -- | ---- | -- |
| New Jersey Nets    | 49 | 33 | 59,8 | -  |
| Philadelphia 76ers | 48 | 34 | 58,5 | 1  |
| Boston Celtics     | 44 | 38 | 53,7 | 5  |
| Orlando Magic      | 42 | 40 | 51,2 | 7  |
| Washington Wizards | 37 | 45 | 45,1 | 12 |
| New York Knicks    | 37 | 45 | 45,1 | 12 |
| Miami Heat         | 25 | 57 | 30,5 | 24 |

## Roster
| N° | Naz.                   | Ruolo | Sportivo              | Anno | Alt. | Peso |
| -- | ---------------------- | ----- | --------------------- | ---- | ---- | ---- |
| 4  | Stati Uniti (bandiera) | G     | Howard Eisley         | 1972 | 188  | 80   |
| 7  | Stati Uniti (bandiera) | G     | Lavor Postell         | 1978 | 196  | 98   |
| 8  | Stati Uniti (bandiera) | GA    | Latrell Sprewell      | 1970 | 196  | 86   |
| 20 | Stati Uniti (bandiera) | G     | Allan Houston         | 1971 | 198  | 91   |
| 21 | Stati Uniti (bandiera) | G     | Charlie Ward          | 1970 | 188  | 86   |
| 30 | Stati Uniti (bandiera) | G     | Frank Williams        | 1980 | 191  | 96   |
| 32 | Stati Uniti (bandiera) | AC    | Othella Harrington    | 1974 | 206  | 107  |
| 35 | Stati Uniti (bandiera) | A     | Clarence Weatherspoon | 1970 | 198  | 109  |
| 40 | Stati Uniti (bandiera) | A     | Kurt Thomas           | 1972 | 206  | 104  |
| 44 | Stati Uniti (bandiera) | C     | Travis Knight         | 1974 | 213  | 107  |
| 49 | Stati Uniti (bandiera) | GA    | Shandon Anderson      | 1973 | 198  | 94   |
| 51 | Stati Uniti (bandiera) | C     | Michael Doleac        | 1977 | 211  | 119  |
| 54 | Stati Uniti (bandiera) | A     | Lee Nailon            | 1975 | 206  | 108  |

## Staff tecnico
- Allenatore: Don Chaney
- Vice-allenatori: Greg Brittenham, Steve Clifford, Andy Greer, Tom Thibodeau, Herb Williams, Michael Malone